# Prosopocera bettoni
Prosopocera bettoni es una especie de escarabajo longicornio del género Prosopocera, categorizada en la tribu Prosopocerini, de la subfamilia Lamiinae. Fue descrita por Gahan en 1898.

## Descripción
Mide 10-14 mm de longitud.

## Distribución
Se distribuye por Kenia, Tanzania y República de Sudáfrica.